# Roger Gautier
Roger Gautier, francoski veslač, * 11. julij 1922, † 25. maj 2011.
Gaultier je za Francijo nastopil na Poletnih olimpijskih igrah 1952 v Helsinkih kot član četverca brez krmarja, ki je tam osvojil srebrno medaljo.